# 柴泽民
柴泽民（1916年10月14日—2010年6月7日） ，男，出生于山西省闻喜县，中华人民共和国外交家，中华人民共和国首任驻美利坚合众国特命全权大使（1979年－1983年）。

## 生平
柴泽民是一个贫民家庭的遗腹子。母亲和两个哥哥从老家重庆移居山西省闻喜县，他出生于此。柴泽民是兄弟三人中唯一接受教育者。1933年，17岁的柴泽民加入中国共产党。同年，成为闻喜县中社小学教员。后进入运城师范学校学习。在校期间，柴泽民因党员身份暴露，至西安转投西北军杨虎城部的绥靖公署军医处培训班，其间曾学习世界语。
1937年七七事变后，柴泽民回到了闻喜县。12月，被任命为中共山西闻喜县委组织部部长兼闻喜抗日游击支队政治部主任。1941年夏，任中共晋豫区条西地委书记。1943年春，任中共中央太岳五区地委书记、太岳军区五分区政委、司令员。1948年底，进入中共中央华北局党校学习。1949年初，任北京市军事管制委员会南区分会主任。
1949年后，历任中共北京市郊委书记、市委工业部部长、市委交通部部长、北京市政府秘书长、北京市国际活动指导委员会主任等职务，1960年12月进入外交部工作；1961年出任中国驻匈牙利大使；1964年出任中国驻几内亚大使；1970年出任中国驻埃及大使（1971年9月2日前埃及使用阿拉伯聯合共和國的国号）。
1975年，中华人民共和国与泰国建交，柴泽民被任命为首任中国驻泰国大使，1976年1月26日抵泰赴任，1976年3月26日在清邁府蒲屏宫向泰国国王普密蓬·阿杜德递交国书。在柴泽民任驻泰大使期间，泰国先后经历克立·巴莫、社尼·巴莫、他宁·盖威迁、江萨·差玛南四任总理的任期，曾发生三次政变（其中一次未遂）。1978年5月15日，柴泽民从驻泰大使一职离任，离任前在曼谷吉拉達宮获普密蓬国王颁授一等白象勋章。
1978年夏，柴泽民出任中国驻美国联络处主任，参与了中美关系邦交正常化的谈判。1978年底，中美两国达成协议，定于1979年1月1日正式建立外交关系，于3月1日互设大使馆并互换大使。柴泽民由此成为首任驻美大使。在驻美大使任内，柴泽民曾走访美国三十余个州。
由于对中美关系的建立与发展所做出的贡献，美国密西根州立大学等三所大学授予柴泽民名誉法学博士学位及名誉教授职位。
卸任驻美大使职位后，柴泽民出任中国人民外交学会副会长。进入九十年代，他辞去外交学会工作后，又先后担任了多家协会、组织的会长、顾问等职。
2010年6月7日凌晨1点58分，在北京医院因病逝世，享年93岁。

## 荣誉
- 大十字骑士级白象勋章（泰国，1978年5月10日于曼谷颁发[6]）

## 外部連結
- 世界華人名人錄：柴澤民 （页面存档备份，存于）

| 外交職務      | 外交職務                                                       | 外交職務      |
| ------------- | -------------------------------------------------------------- | ------------- |
| 前任： 郝德青 | 中華人民共和國駐匈牙利大使 1961年6月－1964年7月                | 繼任： 韓克華 |
| 前任： 柯華   | 中華人民共和國駐幾內亞大使 1964年9月－1967年6月                | 繼任： 韓克華 |
| 前任： 黃華   | 中華人民共和國駐阿拉伯聯合共和國/埃及大使 1970年6月－1974年8月 | 繼任： 張彤   |
| 前任： 首任   | 中華人民共和國駐泰國大使 1976年1月－1978年5月                  | 繼任： 張偉烈 |
| 前任： 首任   | 中華人民共和國駐美國大使 1979年3月－1982年12月                 | 繼任： 章文晉 |